# Elliot Reid

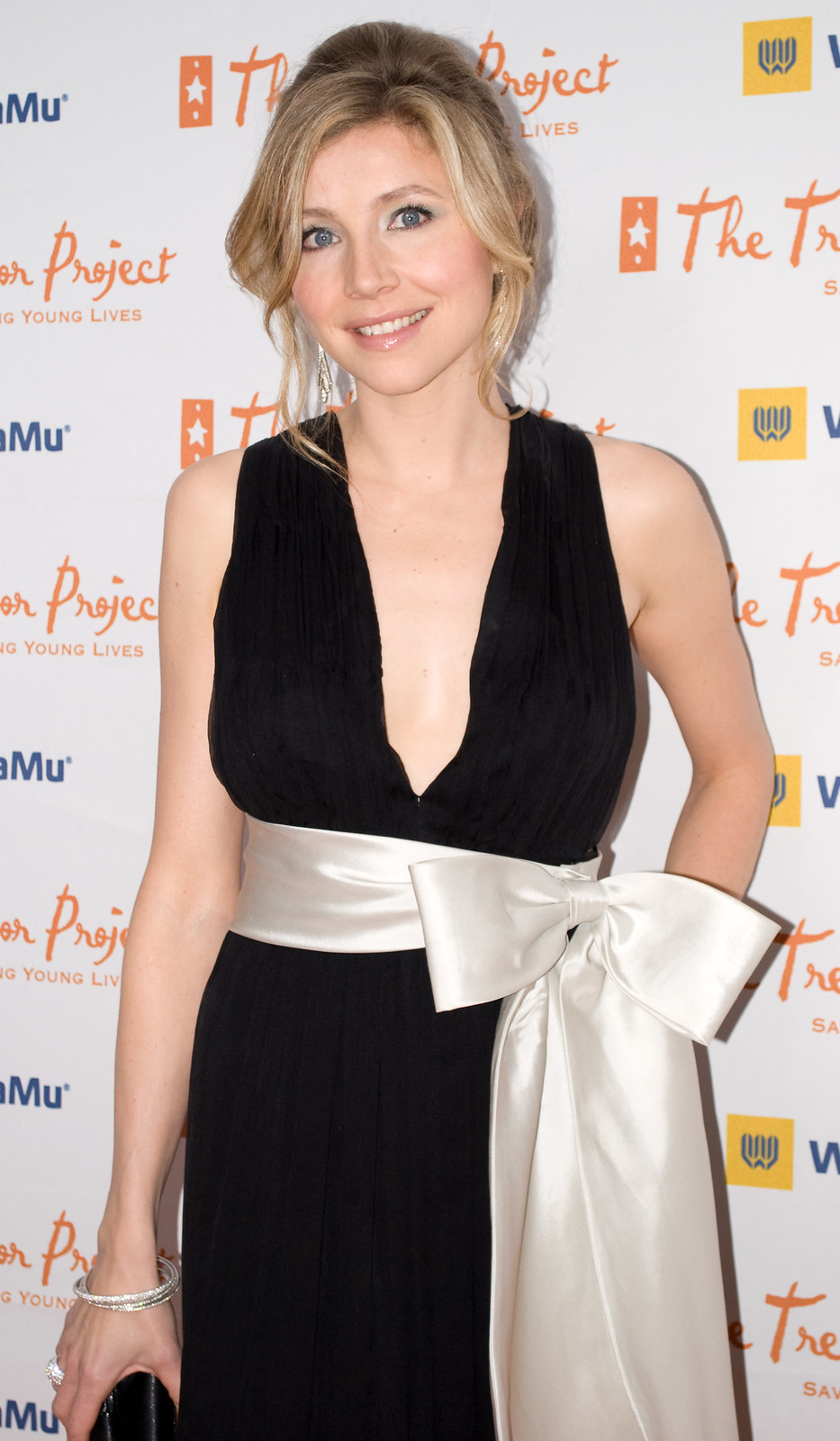
Sarah Chalke

Dra. Elliot Reid es un personaje ficticio interpretado por Sarah Chalke en la comedia estadounidense Scrubs.

## Historia familiar
Ella es la única hija mujer de Simon y Lily Reid. Su padre es el jefe de medicina de un hospital privado en Greenwich, y su madre es una mujer preocupada de como se ve y su vida amorosa. También tuvo un romance con un empleado de la casa, Jorge.
Elliot tiene cuatro hermanos, uno de ellos es Barry, que es gay, el otro es Bradley, con el que jugaba a los "Hermanos Maravillosos". Ella menciona en el capítulo piloto que todos los hombres de su familia eran doctores (incluyendo su padre, su abuelo y su hermano. 
La familia tenía también una empleada latina llamada Consuelo, quién era muy cercana a Elliot. Ella confesó que consuelo era como una madre sustituta y que cuando ella estaba triste, Consuelo le daba ánimo. El padre de Elliot le dijo que ella estaba muerta, pero ella descubre que en realidad fue deportada por poner cuchillos en el cajón de los tenedores.
Elliot también tiene una tía y su primo demente que usan un parche en el ojo y gritan 'Honka Honka'.

## Peculiaridades
Ella tiene las manos frías por su mala circulación, no le gusta que la toquen, habla alemán y francés, tiene ataques de pánico, es claustrofóbica, tiene fobia a los gérmenes, a la gente pelirroja y fobia a las fobias, la única regla en su casa es no hablar en el baño y no hablar con una persona en el baño.Y todos los hombres del hospital consideran que su trasero es pequeño y totalmente plano. 
Según J.D y varios pacientes, es muy fría y es como un robot, suele usar la palabra "Demonios!" cuando está molesta, no le gusta decir los nombres de ciertos órganos reproductores, tiene problemas al decir la palabra "sexo", etc.

## Sobrenombres
Barbie por el Dr. Cox, Blonde Doctor (Doctora rubia) por el conserje, Stick y Twinkie por Jordan Sullivan, Marshmallow por la enfermera Laverne Roberts, Mole Butt por J.D. y Turk y Roller Moler por los niños en la escuela. 
- Datos: Q2712425